# Disserta
Disserta fue una banda de metal alternativo procedente de Madrid (España), surgida en 2007 y disuelta en 2013.

## Historia
Disserta se formó en Madrid en 2007. En sus inicios la banda hizo una gira española mientras elaboraban los temas que acabarían formando parte de su primer álbum de estudio. En 2008 entran al estudio bajo la producción de Jorge Escobedo (Sôber, Skizoo) para grabar el primer disco del grupo. El grupo lo conformaban Gorka Luque (guitarra), Kaiki (voz), Rubén G. (bajo) y Chus B. (batería); contaron con las colaboraciones de Germán Gónzalez (cantante de Skunk D.F.) y Jorge Escobedo, en su álbum de debut. A mitad del 2008 se uniría a la banda para completar la formación Fabricio Farfán como segundo guitarrista. El grupo estrenó su tema Caos Interno en el verano de 2008 como adelanto de lo que sería su primer trabajo. Pronto dicho adelanto creó gran expectación y consiguió el reconocimiento de importantes críticos y medios de comunicación. Más tarde llegaría Ayer y Hoy, primer single del disco, que la banda presentó en directo por diferentes lugares de la geografía española cuyo vídeo fue dirigido por la productora Burbuja Films, con la participación especial de los actores Marta Hazas y Sergio Mur. Meses más tarde, Disserta anunció que Renacer, sería el segundo sencillo del disco esta vez, con un vídeo mucho más cercano e íntimo con imágenes inéditas de la gira y momentos como los vividos en backstage, pruebas de sonido o viajes. Tras la salida de Kaiki, se unió a la banda José Cabrera (Romeo) quien estuvo en el grupo hasta diciembre del 2011. Después el grupo presentó a Santi Rivas (Listea) quien ocupa la batería tras la salida de Chus a mitad del 2011, esta formación estaría trabajando en el próximo disco. Un disco que finalmente nunca llegaría a ver la luz.
En abril de 2013. Disserta anuncian en redes sociales que se disuelven de forma definitiva, mediante el siguiente comunicado:
- Nos hemos resistido con uñas y dientes a lo largo de todo este tiempo a hacer este comunicado, pero las circunstancias son las que son y ha llegado el momento de asumir la cruda realidad. Disserta se disuelve. Cerramos una etapa, con mucho dolor, pero con la frente bien alta, porque sabemos que hemos luchado y hemos hecho todo lo posible para sacar el proyecto adelante. Queremos dar las gracias a toda la gente que nos ha apoyado en estos años, a los componentes que han pasado por el grupo, a las bandas con las que hemos tocado, salas, medios, locales de ensayo...en general a toda la gente que en menor o mayor medida se ha cruzado en nuestro camino...y sobre todo a la gente que nos ha dedicado su tiempo, escuchando nuestra música, hablando con nosotros, viniendo a nuestros conciertos...GRACIAS!!! No sabemos cuándo ni qué...pero nos volveremos a encontrar seguro en algún otro proyecto algún día... Hemos realizado muchos sueños con Disserta y hemos pasado grandísimos momentos y con eso nos vamos a quedar. Gracias a tod@s!!! Hasta siempre!!!

## Miembros

### Última formación
- Gorka Luque - guitarra
- Rubén G - Bajo
- Fabricio Farfan - guitarra
- Santi Rivas - Batería

### Anteriores
- Kaiki - Voz
- Chus B - Batería
- José Cabrera - Voz

## Discografía

### Álbumes de estudio
- Disserta (2008)

### Vídeos
- Ayer y hoy (videoclip)[3]
- Renacer (videoclip)[4]